# Douy-la-Ramée
Pour les articles homonymes, voir Douy (homonymie) et Ramée.
Douy-la-Ramée est une commune française située dans le département de Seine-et-Marne en région Île-de-France.

## Géographie

### Localisation
La commune est située à environ 14,5 km par la route, au nord de Meaux.

### Communes limitrophes
|         | Brégy (Oise)  |          |
| Oissery | Douy-la-Ramée | Puisieux |
| Forfry  | Marcilly      |          |

### Géologie et relief
L'altitude de la commune varie de 73 mètres à 127 mètres pour le point le plus haut, le centre du bourg se situant à environ 121 mètres d'altitude (mairie). Elle est classée en zone de sismicité 1, correspondant à une sismicité très faible.

### Hydrographie

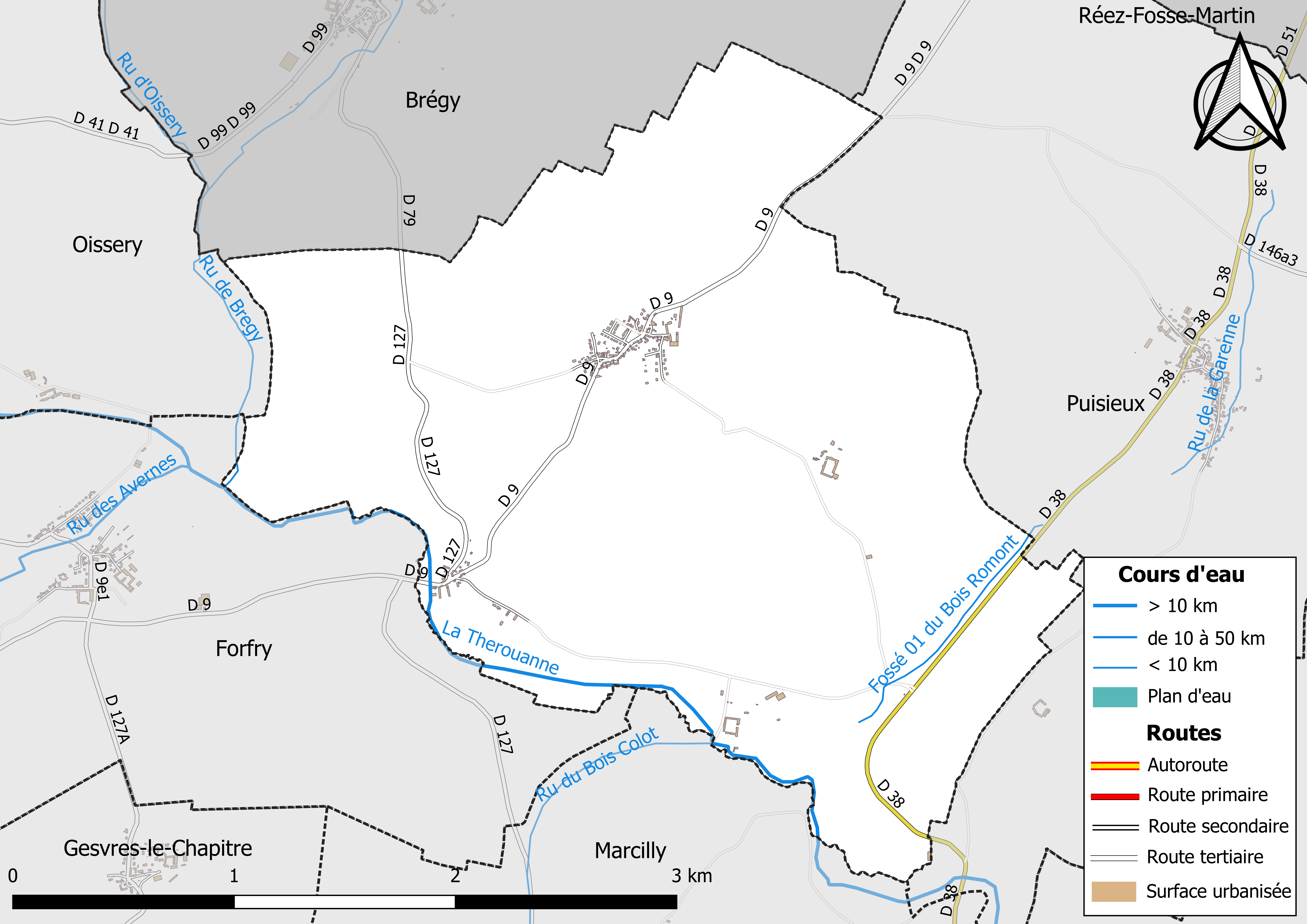
Carte des réseaux hydrographique et routier de Douy-la-Ramée.

Le réseau hydrographique de la commune se compose de trois cours d'eau référencés :
- la rivière Thérouanne, longue de 23,31 km[4].
  - le ru de Bregy, 3,17 km[5], affluent de la Thérouanne ;
- le fossé 01 du Bois Romont, 1,28 km[6].

La longueur totale des cours d'eau sur la commune est de 3,64 km.
- Le ru du Bois Colot[Note 2].

### Climat
Pour des articles plus généraux, voir Climat de l'Île-de-France et Climat de Seine-et-Marne.
En 2010, le climat de la commune est de type climat océanique dégradé des plaines du Centre et du Nord, selon une étude du CNRS s'appuyant sur une série de données couvrant la période 1971-2000. En 2020, Météo-France publie une typologie des climats de la France métropolitaine dans laquelle la commune est exposée à un climat océanique altéré et est dans la région climatique Nord-est du bassin Parisien, caractérisée par un ensoleillement médiocre, une pluviométrie moyenne régulièrement répartie au cours de l’année et un hiver froid (3 °C).
Pour la période 1971-2000, la température annuelle moyenne est de 10,8 °C, avec une amplitude thermique annuelle de 15,1 °C. Le cumul annuel moyen de précipitations est de 724 mm, avec 11,2 jours de précipitations en janvier et 8,4 jours en juillet. Pour la période 1991-2020, la température moyenne annuelle observée sur la station météorologique la plus proche, située sur la commune du Plessis-Belleville à 10 km à vol d'oiseau, est de 11,4 °C et le cumul annuel moyen de précipitations est de 661,7 mm,. Pour l'avenir, les paramètres climatiques de la commune estimés pour 2050 selon différents scénarios d'émission de gaz à effet de serre sont consultables sur un site dédié publié par Météo-France en novembre 2022.

### Milieux naturels et biodiversité
Aucun espace naturel présentant un intérêt patrimonial n'est recensé sur la commune dans l'inventaire national du patrimoine naturel,,.

## Urbanisme

### Typologie
Au 1er janvier 2024, Douy-la-Ramée est catégorisée commune rurale à habitat dispersé, selon la nouvelle grille communale de densité à sept niveaux définie par l'Insee en 2022.
Elle est située hors unité urbaine. Par ailleurs la commune fait partie de l'aire d'attraction de Paris, dont elle est une commune de la couronne,. Cette aire regroupe 1 929 communes,.

### Lieux-dits et écarts
La commune compte 33 lieux-dits administratifs répertoriés consultables ici (source : le fichier Fantoir) dont la Ramée, la Mare, Nongloire, Fontaines les Nonnes.

### Occupation des sols
L'occupation des sols de la commune, telle qu'elle ressort de la base de données européenne d’occupation biophysique des sols Corine Land Cover (CLC), est marquée par l'importance des territoires agricoles (87,5 % en 2018), une proportion identique à celle de 1990 (87,5 %). La répartition détaillée en 2018 est la suivante :
terres arables (84,6 %), forêts (12,5 %), prairies (2,9 %).
Parallèlement, L'Institut Paris Région, agence d'urbanisme de la région Île-de-France, a mis en place un inventaire numérique de l'occupation du sol de l'Île-de-France, dénommé le MOS (Mode d'occupation du sol), actualisé régulièrement depuis sa première édition en 1982. Réalisé à partir de photos aériennes, le Mos distingue les espaces naturels, agricoles et forestiers mais aussi les espaces urbains (habitat, infrastructures, équipements, activités économiques, etc.) selon une classification pouvant aller jusqu'à 81 postes, différente de celle de Corine Land Cover,,. L'Institut met également à disposition des outils permettant de visualiser par photo aérienne l'évolution de l'occupation des sols de la commune entre 1949 et 2018.

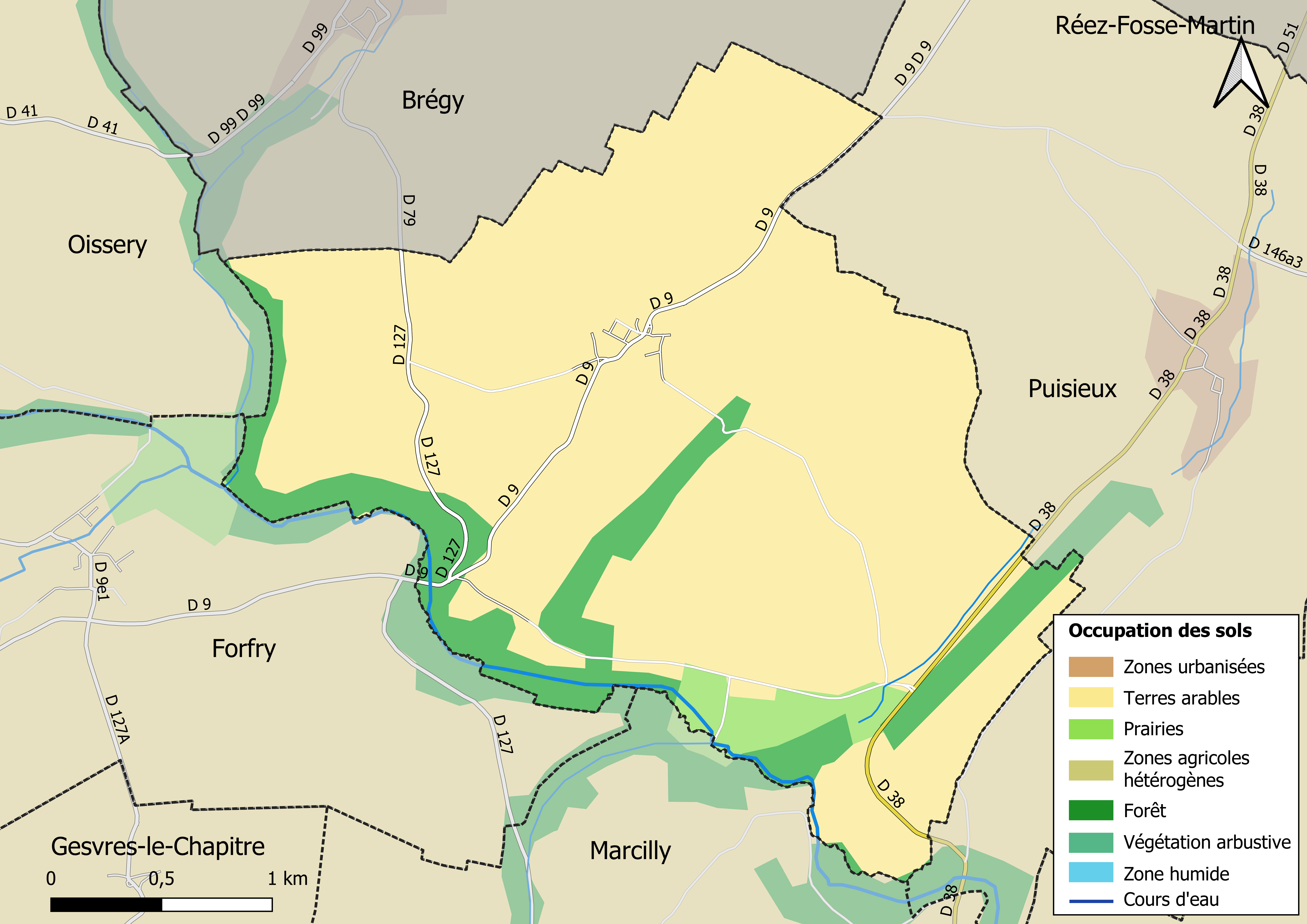
Carte des infrastructures et de l'occupation des sols en 2018 (CLC) de la commune.
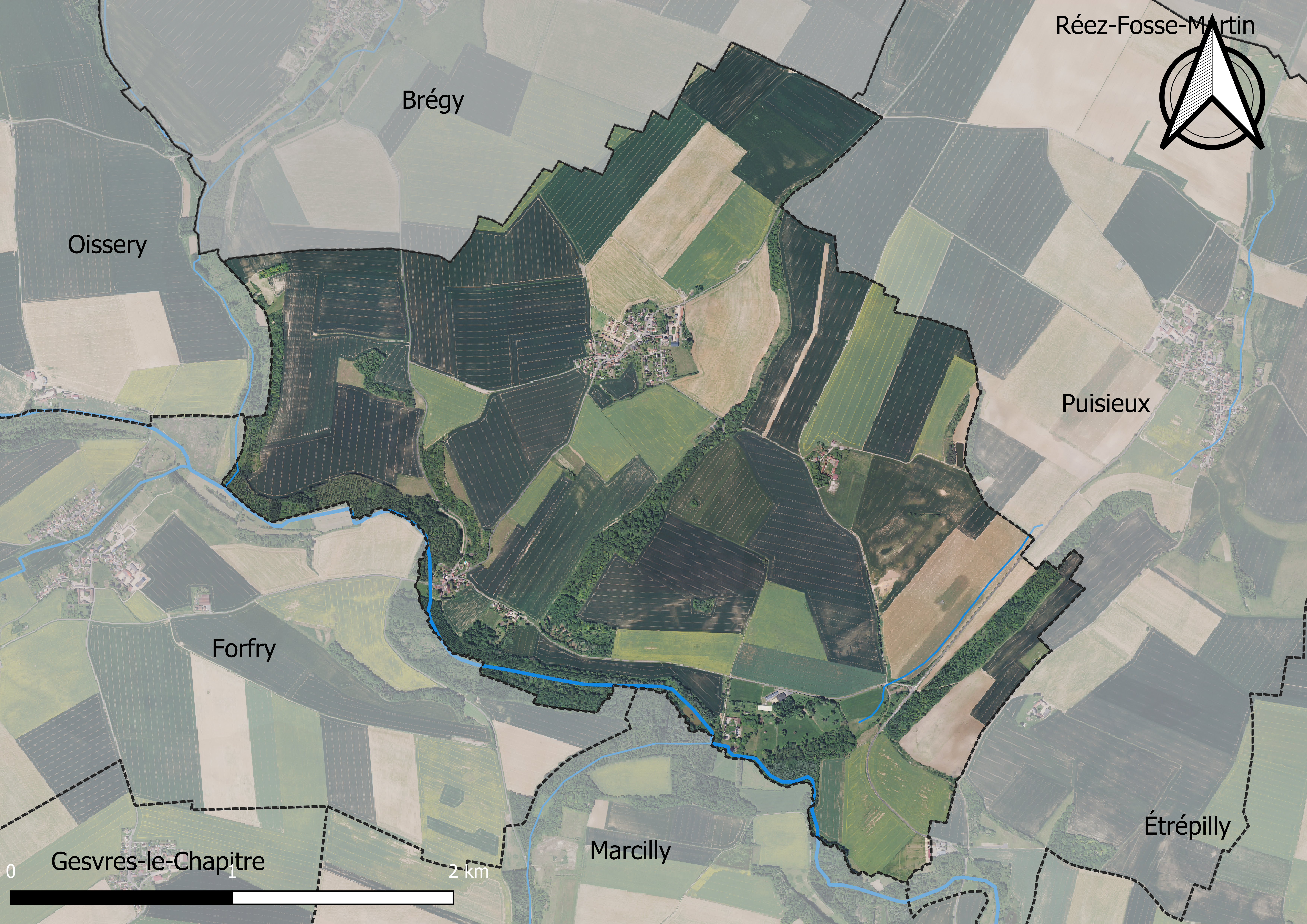
Carte orhophotogrammétrique de la commune.

### Planification
La loi SRU du 13 décembre 2000 a incité les communes à se regrouper au sein d’un établissement public, pour déterminer les partis d’aménagement de l’espace au sein d’un SCoT, un document d’orientation stratégique des politiques publiques à une grande échelle et à un horizon de 20 ans et s'imposant aux documents d'urbanisme locaux, les PLU (Plan local d'urbanisme). La commune est dans le territoire du SCOT Marne Ourcq, approuvé le 6 avril 2017 et porté par le syndicat Mixte Marne-Ourcq regroupant 41 communes du Pays de l'Ourcq et du Pays Fertois.
La commune disposait en 2019 d'un plan local d'urbanisme approuvé. Le zonage réglementaire et le règlement associé peuvent être consultés sur le Géoportail de l'urbanisme.

### Logement
En 2016, le nombre total de logements dans la commune était de 136 dont 85,9 % de maisons et 13,5 % d'appartements.
Parmi ces logements, 80,1 % étaient des résidences principales, 7,5 % des résidences secondaires et 12,4 % des logements vacants.
La part des ménages fiscaux propriétaires de leur résidence principale s'élevait à 80,9 % contre 18,2 % de locataires et 0,9 % logés gratuitement.

### Voies de communication et transports
La commune est desservie, en 2023, par la ligne 6496 du réseau interurbain de l'Oise et par les lignes 22 et 50 du réseau de bus Meaux et Ourcq.

## Toponymie
Le nom de la localité est mentionné sous les formes Doil au XIIe siècle ; Duy vers 1210 ; Doyacum en 1250 ; Doy en 1376 ; Douy en 1396 ; Douy en Mulcien en 1521 (Pierre tombale à Montévrain) ; Doui en 1589 ; Douy en l'an IX.
Ce toponyme est le diminutif de doiz « canal, conduit d'eau », signifiant « petit canal, petit fossé » ou de douit, duit « petit courant d'eau ».

## Politique et administration

### Liste des maires
| Période                                  | Période        | Identité                 | Étiquette | Qualité           |
| ---------------------------------------- | -------------- | ------------------------ | --------- | ----------------- |
| 8 février 1791                           | 30 mars 1799   | Pierre-Philippe Benoist  |           | Laboureur         |
| 30 mars 1799                             | 30 août 1804   | Philippe Desprez         |           |                   |
| 30 août 1804                             | 1er mars 1815  | Pierre-Philippe Benoist  |           | Laboureur         |
| 1er mars 1815                            | 7 juillet 1815 | Defruit                  |           | Officier de santé |
| 7 juillet 1815                           | 1826           | Pierre-Philippe Benoist  |           | Laboureur         |
| 1826                                     | 1840           | Pierre-Augustin Heurlier |           | Fermier           |
| 1840                                     | 1849           | Jean-Hubert Fouillaux    |           | Propriétaire      |
| 1849                                     | 1868           | Louis-Isidore Lefèvre    |           | Fermier           |
| 1868                                     | 1871           | Émile-Augustin Heurlier  |           | Fermier           |
| 1871                                     | ?              | Jules-Alphonse Lefèvre   |           | Fermier           |
| Les données manquantes sont à compléter. |                |                          |           |                   |
| mars 2008                                | En cours       | Nadine Caron             |           | Secrétaire        |

## Équipements et services

### Eau et assainissement
L’organisation de la distribution de l’eau potable, de la collecte et du traitement des eaux usées et pluviales relève des communes. La loi NOTRe de 2015 a accru le rôle des EPCI à fiscalité propre en leur transférant cette compétence. Ce transfert devait en principe être effectif au 1er janvier 2020, mais la loi Ferrand-Fesneau du 3 août 2018 a introduit la possibilité d’un report de ce transfert au 1er janvier 2026,.

#### Assainissement des eaux usées
En 2020, la gestion du service d'assainissement collectif de la commune de Douy-la-Ramée est assurée par la communauté de communes du Pays de l'Ourcq (CCPO) pour la collecte, le transport et la dépollution. Ce service est géré en délégation par une entreprise privée, dont le contrat arrive à échéance le 29 février 2024,,.
L’assainissement non collectif (ANC) désigne les installations individuelles de traitement des eaux domestiques qui ne sont pas desservies par un réseau public de collecte des eaux usées et qui doivent en conséquence traiter elles-mêmes leurs eaux usées avant de les rejeter dans le milieu naturel. La communauté de communes du Pays de l'Ourcq (CCPO) assure pour le compte de la commune le service public d'assainissement non collectif (SPANC), qui a pour mission de vérifier la bonne exécution des travaux de réalisation et de réhabilitation, ainsi que le bon fonctionnement et l’entretien des installations,.

#### Eau potable
En 2020, l'alimentation en eau potable est assurée par la communauté de communes du Pays de l'Ourcq (CCPO) qui en a délégué la gestion à une entreprise privée, dont le contrat expire le 31 décembre 2023,.
Les nappes de Beauce et du Champigny sont classées en zone de répartition des eaux (ZRE), signifiant un déséquilibre entre les besoins en eau et la ressource disponible. Le changement climatique est susceptible d’aggraver ce déséquilibre. Ainsi afin de renforcer la garantie d’une distribution d’une eau de qualité en permanence sur le territoire du département, le troisième Plan départemental de l’eau signé, le 3 octobre 2017, contient un plan d’actions afin d’assurer avec priorisation la sécurisation de l’alimentation en eau potable des Seine-et-Marnais. A cette fin a été préparé et publié en décembre 2020 un schéma départemental d’alimentation en eau potable de secours dans lequel huit secteurs prioritaires sont définis. La commune fait partie du secteur CCPO.

## Population et société

### Démographie
Le rôle de la taille établi en 1770 fait ressortir une population de 57 feux, équivalant à environ 250 habitants.
L'évolution du nombre d'habitants est connue à travers les recensements de la population effectués dans la commune depuis 1793. Pour les communes de moins de 10 000 habitants, une enquête de recensement portant sur toute la population est réalisée tous les cinq ans, les populations de référence des années intermédiaires étant quant à elles estimées par interpolation ou extrapolation. Pour la commune, le premier recensement exhaustif entrant dans le cadre du nouveau dispositif a été réalisé en 2007.

En 2022, la commune comptait 388 habitants, en évolution de +20,12 % par rapport à 2016 (Seine-et-Marne : +3,92 %, France hors Mayotte : +2,11 %).
| 1793 | 1800 | 1806 | 1821 | 1831 | 1836 | 1841 | 1846 | 1851 |
| ---- | ---- | ---- | ---- | ---- | ---- | ---- | ---- | ---- |
| 247  | 234  | 257  | 276  | 232  | 234  | 238  | 261  | 225  |

| 1856 | 1861 | 1866 | 1872 | 1876 | 1881 | 1886 | 1891 | 1896 |
| ---- | ---- | ---- | ---- | ---- | ---- | ---- | ---- | ---- |
| 201  | 200  | 204  | 180  | 201  | 197  | 203  | 191  | 162  |

| 1901 | 1906 | 1911 | 1921 | 1926 | 1931 | 1936 | 1946 | 1954 |
| ---- | ---- | ---- | ---- | ---- | ---- | ---- | ---- | ---- |
| 178  | 219  | 208  | 202  | 206  | 218  | 232  | 261  | 222  |

| 1962 | 1968 | 1975 | 1982 | 1990 | 1999 | 2006 | 2007 | 2012 |
| ---- | ---- | ---- | ---- | ---- | ---- | ---- | ---- | ---- |
| 207  | 136  | 164  | 182  | 210  | 234  | 276  | 282  | 312  |

| 2017 | 2022 | - | - | - | - | - | - | - |
| ---- | ---- | - | - | - | - | - | - | - |
| 325  | 388  | - | - | - | - | - | - | - |

## Économie

### Revenus de la population et fiscalité
En 2018, le nombre de ménages fiscaux de la commune était de 122, représentant 356 personnes et la  médiane du revenu disponible par unité de consommation  de 22 560 euros.

### Emploi
En 2018, le nombre total d’emplois dans la zone était de 30, occupant 174 actifs  résidants (dont 11,7 % dans la commune de résidence et 88,3 % dans une commune autre que la commune de résidence).
Le taux d'activité de la population (actifs ayant un emploi) âgée de 15 à 64 ans s'élevait à 76,7 % contre un taux de chômage de 7,1 %.
Les 16,2 % d’inactifs se répartissent de la façon suivante : 8,6 % d’étudiants et stagiaires non rémunérés, 3,3 % de retraités ou préretraités et 4,3 % pour les autres inactifs.

### Secteurs d'activité

#### Entreprises et commerces
Au 31 décembre 2019, le nombre d’unités légales et d’établissements (activités marchandes hors agriculture) par secteur d'activité était de 15 dont 4 dans la construction, 4 dans le commerce de gros et de détail, transports, hébergement et restauration, 1 dans les activités immobilières, 3 dans les activités spécialisées, scientifiques et techniques et activités de services administratifs et de soutien et 3 étaient relatifs aux autres activités de services.
En 2020, 2 entreprises individuelles ont été créées sur le territoire de la commune.
Au 1er janvier 2021, la commune ne disposait pas d’hôtel et de terrain de camping.

#### Agriculture
Douy-la-Ramée est dans la petite région agricole dénommée la « Goële et Multien », regroupant deux petites régions naturelles, respectivement la Goële et le pays de Meaux (Multien). En 2010, l'orientation technico-économique de l'agriculture sur la commune est nd.
Si la productivité agricole de la Seine-et-Marne se situe dans le peloton de tête des départements français, le département enregistre un double phénomène de disparition des terres cultivables (près de 2 000 ha par an dans les années 1980, moins dans les années 2000) et de réduction d'environ 30 % du nombre d'agriculteurs dans les années 2010. Cette tendance se retrouve au niveau de la commune où le nombre d’exploitations est passé de 4 en 1988 à 1 en 2010.
Le tableau ci-dessous présente les principales caractéristiques des exploitations agricoles de Douy-la-Ramée, observées sur une période de 22 ans :
|                                | 1988 | 2000 | 2010 |
| ------------------------------ | ---- | ---- | ---- |
| Dimension économique,          |      |      |      |
| Nombre d’exploitations (u)     | 4    | 3    | 1    |
| Travail (UTA)                  | 8    | 5    | nd   |
| Surface agricole utilisée (ha) | 504  | 473  | nd   |
| Cultures                       |      |      |      |
| Terres labourables (ha)        | 504  | 473  | s    |
| Élevage                        |      |      |      |
| Cheptel (UGBTA)                | 0    | 18   | nd   |

## Culture locale et patrimoine

### Lieux et monuments
L'église Saint-Jean-Porte-Latine, inscrite au titre des monuments historiques en 1926, est un édifice du XVIe siècle à deux nefs. Elle renferme un bénitier en forme de coquille marine et les pierres tombales de deux seigneurs de Douy. La clé de voûte du sanctuaire figure les armes de la famille de Meaux.
Le château de Fontaine-les-Nonnes et sa chapelle XIIIe et XVIe siècles sont classés au titre des monuments historiques en 1931. La chapelle, vestige du prieuré de Fontaines-les-Nonnes renferme le gisant de Guillaume II des Barres.
La ferme de Nongloire date du XVIe siècle.
Un ancien moulin à eau est établi sur la Thérouanne (la Ramée).

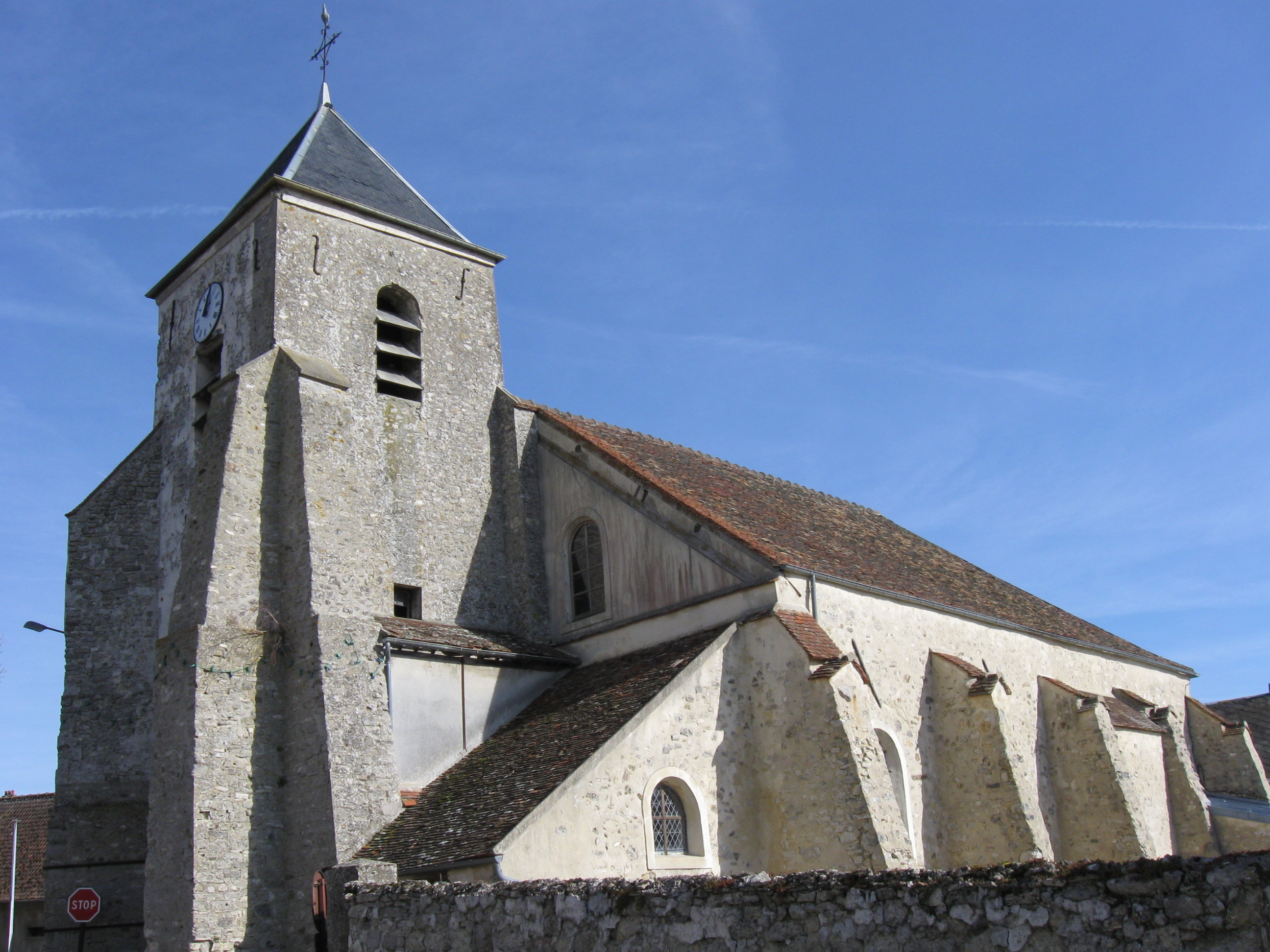
Église Saint-Jean-Porte-Latine.
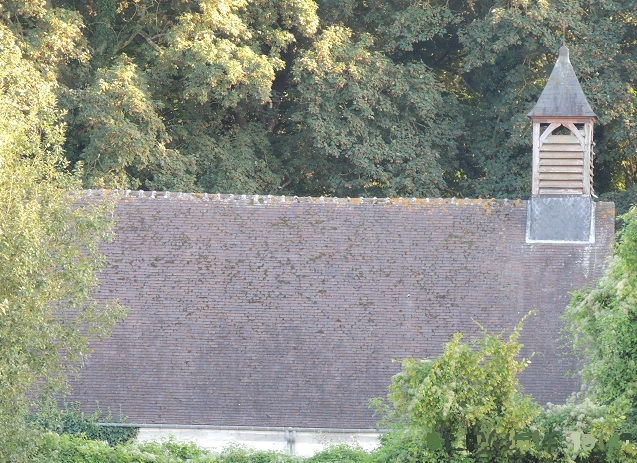
Chapelle du château de Fontaine-les-Nonnes.
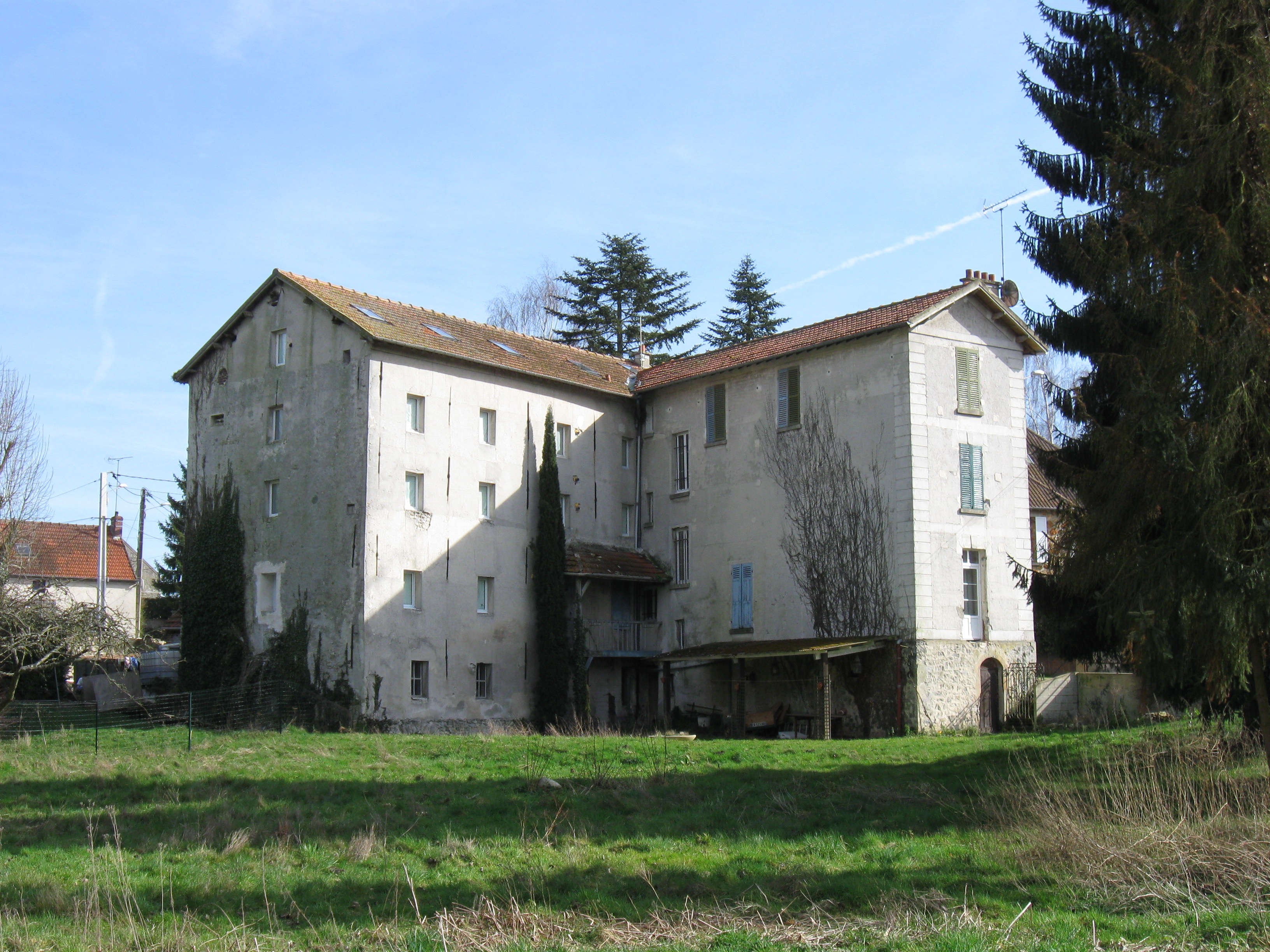
Ancien moulin à eau.